# Pape Paye
Pour les articles homonymes, voir Paye (homonymie).
Pape Abdou Paye, né le 31 mai 1990 à Lyon, est un footballeur franco-sénégalais qui évolue au poste de milieu défensif ou d'arrière gauche.

## Biographie
Pape Paye a évolué au Lyon Ouest Sporting Club jusqu’à 14 ans, dans le 9e arrondissement de Lyon, quartier de son enfance. Ensuite, il est parti deux années au CASCOL Oullins en 14 ans Fédéraux, puis 15 ans Honneur.
Pour la saison 2006/2007, il intègre le centre de formation de l'AS Saint-Étienne, qui le suivait depuis deux ans. Il y reste quatre ans au total, des 16 ans Nationaux à la réserve professionnelle en CFA 2 avec une montée en CFA à la clé.
Il effectue sa seule apparition sur une feuille de match lors du déplacement de l'ASSE au Stade Vélodrome à l'occasion du match comptant pour la 12e journée de Ligue 1 le samedi 1er novembre 2008. Il n'entre pas en jeu lors de la défaite de son équipe 3 buts à 1.
Cependant, à la fin de sa formation, Pape Paye n'intègre pas le groupe professionnel et il est contraint de quitter l'ASSE. Plusieurs joueurs, avec qui il a évolué, ont quant à eux intégré l'équipe professionnelle comme Faouzi Ghoulam, Emmanuel Rivière et Josuha Guilavogui.
Après un essai non concluant à l'ESTAC Troyes, Pape rejoint l'équipe de Mont d'Or Azergues Foot pour la saison 2010/2011 tout juste promu en CFA. Il effectue 23 matchs tous comme titulaire et inscrit 4 buts.
L'année suivante il s'engage avec le club de l'AS Lyon-Duchère. Le club promet de forte ambition et vise la montée en National en recrutant d'anciens joueurs professionnels tel que Mourad Benhamida. Il termine 3e, au terme d'une saison de haut niveau, de la part du club du 9e arrondissement de Lyon, qui s'est fait éliminer en 32e de finale par l'Olympique Lyonnais (3-1) en Coupe de France de football.
Pape effectue 28 matchs dont 25 titularisations et deux buts cette saison.

### Dijon FCO
Le 1er juillet 2012, Pape Paye s'engage avec le Dijon FCO. Il fait ses débuts sous ses nouvelles couleurs le 27 juillet 2012 en remplaçant Florent Mollet à la 72e minute,lors de la réception de Guingamp (1re journée, victoire 1-0). Pape Paye signe son premier contrat professionnel le 19 octobre 2012 pour une durée de 3 ans, il est lié au club bourguignon jusqu'au 30 juin 2015.
Le 3 mai 2013, il marque son premier but chez les professionnels à la 3e minute contre Sedan (35e journée, victoire 4-2).
Il réalise une saison pleine lors de l'exercice 2013-2014, titularisé à 31 reprises en Ligue 2, à chaque fois au poste d'arrière droit. La saison suivante est moins prolifique, en concurrence avec Abdoulaye Bamba, il ne participe qu'à 13 rencontres de championnat.

### FC Lorient
Le 24 juin 2015, il rejoint la Ligue 1 en s'engageant pour deux ans avec le FC Lorient. Paye y fait ses débuts le 27 septembre 2015 contre Montpellier (8e journée, défaite 2-1), remplaçant à la 79e minute Lamine Gassama. Doublure de ce dernier, il ne participe qu'à quatre rencontres de championnat lors de la phase aller.
Le 2 mars 2016 lors du quart de finale de Coupe de France opposant le FC Lorient au GFC Ajaccio, remporté 3-0 par les Merlus, il marque son premier but sous le maillot breton en trompant le gardien corse d'une reprise de volée du pied droit. Ayant pris part à chacun des tours précédents, Gassama lui est préféré lors de la demi-finale, face au Paris Saint-Germain (élimination 0-1).
Le 7 mai 2016, lors d'un déplacement à Bordeaux comptant pour la 37e journée de Ligue 1, Paye est replacé sur le côté gauche de la défense. Il s'effondre seul en pleine course lors de cette rencontre et est évacué sur civière en fin de première mi-temps. Le lendemain, il annonce qu'il souffre d'une rupture totale du tendon d’Achille. Il conclut sa première saison en Bretagne avec 17 apparitions dont 10 en Ligue 1. À cause de cette blessure, il vit une saison 2016-2017 blanche où il ne dispute aucun match en compétition.

### Retour en Ligue 2
Il rebondit au Football Bourg-en-Bresse Péronnas 01, évoluant en Ligue 2, où il paraphe un contrat de deux saisons le 7 juillet 2017. Il y retrouve régulièrement les terrains, prenant part à 25 rencontres dont 23 en championnat. Le club lutte tout au long de la saison pour son maintien, devant passer par les barrages de relégations où il s'incline face au Grenoble Foot 38. À la suite de cette relégation, il est libéré de son contrat.
Il trouve un point de chute le 31 janvier 2019, s'engageant pour six mois avec l'AS Nancy-Lorraine, luttant alors également pour son maintien en Ligue 2. Il y joue neuf rencontres de championnat.
Le 12 juillet 2019, il prend la direction du FC Sochaux-Montbéliard où il signe pour deux saisons. Il s'y impose comme titulaire, alors que le championnat est arrêté après 28 journées à cause de la pandémie de Covid-19, il en a débuté 19. Lors de la saison 2020-2021, il débute les 10 premières journées titulaire avant de voir Salem Mbakata lui être préféré. En décembre, il enchaîne les titularisations sur le flanc gauche à la suite de la blessure d'Abdallah Ndour. Le 21 février, il dispute son 150e match de Ligue 2.

## Statistiques
Le tableau suivant récapitule les statistiques de Pape Paye durant sa carrière.
| Saison                | Club                   | Championnat           | Championnat | Championnat | Coupe nationale | Coupe nationale | Coupe de la Ligue | Coupe de la Ligue | Total | Total |
| Saison                | Club                   | Division              | M.          | B.          | M.              | B.              | M.                | B.                | M.    | B.    |
| 2010-2011             | Monts d'Or Azergues    | CFA                   | 23          | 4           | -               | -               | -                 | -                 | 23    | 4     |
| 2011-2012             | AS Lyon-Duchère        | CFA                   | 28          | 2           | -               | -               | -                 | -                 | 28    | 2     |
| 2012-2013             | Dijon FCO              | Ligue 2               | 33          | 1           | 1               | 0               | 2                 | 0                 | 36    | 1     |
| 2013-2014             | Dijon FCO              | Ligue 2               | 31          | 0           | 2               | 0               | -                 | -                 | 33    | 0     |
| 2014-2015             | Dijon FCO              | Ligue 2               | 12          | 0           | 3               | 0               | 1                 | 0                 | 16    | 0     |
| Sous-total            | Sous-total             | Sous-total            | 76          | 1           | 6               | 0               | 3                 | 0                 | 85    | 1     |
| 2015-2016             | FC Lorient             | Ligue 1               | 10          | 0           | 4               | 1               | 3                 | 0                 | 17    | 1     |
| 2016-2017             | FC Lorient             | Ligue 1               | -           | -           | -               | -               | -                 | -                 | 0     | 0     |
| Sous-total            | Sous-total             | Sous-total            | 10          | 0           | 4               | 1               | 3                 | 0                 | 17    | 1     |
| 2017-2018             | Bourg-en-Bresse 01     | Ligue 2               | 23          | 0           | 4               | 0               | -                 | -                 | 27    | 0     |
| 2018-2019             | AS Nancy-Lorraine      | Ligue 2               | 9           | 0           | -               | -               | -                 | -                 | 9     | 0     |
| 2019-2020             | FC Sochaux-Montbéliard | Ligue 2               | 20          | 0           | -               | -               | 1                 | 0                 | 21    | 0     |
| 2020-2021             | FC Sochaux-Montbéliard | Ligue 2               | 30          | 0           | 2               | 0               | -                 | -                 | 32    | 0     |
| Sous-total            | Sous-total             | Sous-total            | 50          | 0           | 2               | 0               | 1                 | 0                 | 53    | 0     |
| 2021-2022             | Ittihad Tanger         | Botola Pro            | 7           | 0           | -               | -               | -                 | -                 | 7     | 0     |
| Total sur la carrière | Total sur la carrière  | Total sur la carrière | 226         | 7           | 16              | 1               | 7                 | 0                 | 249   | 8     |